# Episodi di Una bionda per papà (terza stagione)
La terza stagione della serie televisiva Una bionda per papà, composta da 23 episodi, è andata in onda negli Stati Uniti sul canale ABC dal 
24 settembre 1993 al 20 maggio 1994.
| nº | Titolo originale                      | Titolo italiano                           | Prima TV USA      | Prima TV Italia |
| -- | ------------------------------------- | ----------------------------------------- | ----------------- | --------------- |
| 1  | Way Off Broadway                      | Prove di fiducia                          | 24 settembre 1993 |                 |
| 2  | The Apartment                         | Una casa per Dana                         | 1º ottobre 1993   |                 |
| 3  | Never on Sunday                       | Mai di domenica                           | 8 ottobre 1993    |                 |
| 4  | The Paper Chase                       | Sogni infranti                            | 15 ottobre 1993   |                 |
| 5  | Trading Places                        | Scambio di ruoli                          | 22 ottobre 1993   |                 |
| 6  | Video Mania                           | Video Mania                               | 29 ottobre 1993   |                 |
| 7  | Hog Wild                              | Basta il pensiero                         | 5 novembre 1993   |                 |
| 8  | Down and Out in Port Washington       | Convivenza impossibile                    | 12 novembre 1993  |                 |
| 9  | The Marrying Dude                     | Cody si sposa                             | 19 novembre 1993  |                 |
| 10 | Sister Act                            | Sorelle a confronto                       | 26 novembre 1993  |                 |
| 11 | Christmas Story                       | Furto di Natale                           | 10 dicembre 1993  |                 |
| 12 | Close Encounters of the Marrying Kind | Incontri ravvicinati di tipo matrimoniale | 17 dicembre 1993  |                 |
| 13 | Bad Girls                             | Tempi moderni                             | 7 gennaio 1994    |                 |
| 14 | Read All About It                     | L'ora della favola                        | 14 gennaio 1994   |                 |
| 15 | Thirteen With a Bullet                | Problemi di cuore                         | 28 gennaio 1994   |                 |
| 16 | My Bodyguard                          | Guardia del corpo                         | 4 febbraio 1994   |                 |
| 17 | Pretty Woman                          | La maledizione                            | 18 febbraio 1994  |                 |
| 18 | Nightmare Weekend                     | Week-end da incubo                        | 25 febbraio 1994  |                 |
| 19 | Birth of a Salesman                   | Un venditore nato                         | 11 marzo 1994     |                 |
| 20 | Feeling Forty                         | Spiriti spiritosi                         | 25 marzo 1994     |                 |
| 21 | The Case of the Missing Diary         | Bulli e pupe                              | 29 aprile 1994    |                 |
| 22 | Great Expectations                    | Grandi speranze                           | 6 maggio 1994     |                 |
| 23 | Prom Night                            | Intrighi familiari                        | 20 maggio 1994    |                 |

## Prove di fiducia
- Titolo originale: Way Off Broadway
- Diretto da: Richard Correll
- Scritto da: Bob Rosenfarb

### Trama
Daniel, il nuovo ragazzo di Dana convince questa e Cody a prendere parte in una recita teatrale. Ai due, che si dimostrano dall'inizio piuttosto bravi, vengono assegnate le parti di Giulietta e Romeo. Dana però incontra delle difficoltà nel recitare scene d'amore a fianco di Cody, che invece spicca per la sua espressività. Daniel decide di licenziare Dana, spiegandole che per lui lo spettacolo è la cosa più importante. Ma Dana alla fine accetta la presenza di Cody, tanto da riuscire a recitare in coppia con lui.
- Guest star: Amy L. Taylor (attrice #1), Shawn Levy (Daniel)

## Una casa per Dana
- Titolo originale: The Apartment
- Diretto da: Richard Correll
- Scritto da: Julia Newton

### Trama
La famiglia di un'amica di Dana va a stare fuori città per un periodo di tempo, e così chiedono alla ragazza di controllare la casa. Dana chiede così a Carol di andare a vivere da sola, ma questa inizialmente rifiuta. Grazie al suggerimento di Frank, però, la madre di Dana cambia idea, e consente a questa di trasferirsi, pur col cuore in lacrime. La giovane va dunque a vivere nella nuova casa, ma si deve scontrare inizialmente con l'oppressività di Carol, che le dà tutti i suggerimenti del caso, esagerando un po', e poi con la solitudine che la vita da soli comporta. Infatti, dopo pochi giorni senza aver ricevuto telefonate e senza aver nulla da fare, Dana finisce addirittura col parlare alla pianta che Cody le aveva regalato. Infine decide di tornare a vivere a casa, visto che era arrivata perfino a sentire la mancanza di JT.

## Mai di domenica
- Titolo originale: Never on Sunday
- Diretto da: Richard Correll
- Scritto da: Brian Bird e John Wierick

### Trama
Carol invita il reverendo e la moglie a pranzo a casa Lambert. Frank e gli altri si rendono conto che in realtà sono persone normalissime, e così promettono a Carol che la domenica successiva sarebbero andati in chiesa. Accomunato al reverendo dagli interessi per le moto d'epoca, anche Cody decide di seguire la famiglia. Ma proprio la domenica seguente, è prevista una partita molto importante dei Green Bay Packers, che spinge Frank e i suoi figli a guardarla di nascosto nella soffitta della chiesa. Ma Frank, esaltato da un touchdown, sfonda il pavimento, proprio nel bel mezzo della messa, piombando addosso all'altare. Infine, questo accetta di riparare il pavimento, e di iniziare ad andare in chiesa settimanalmente, registrandosi però tutte le partite.
- Guest star: Don Gibb (Slasher), Cherie Brown (sig.ra Fielder), Eric Balfour (Michael Fielder), Gregory Scott Cummins (la Morte), Jim Jansen (reverendo Fielder)

## Sogni infranti
- Titolo originale: Paper Chase
- Diretto da: Richard Correll
- Scritto da: Richard P. Halke

### Trama
JT e il suo amico Doug si fanno venire un'idea su come stendere la relazione del libro che dovevano leggere come compito: farsela prestare da Mark, che il libro l'ha già letto. Ma questo rifiuta, costringendo così i due a prenderla di nascosto dal suo computer. Ma Dana, venuta a sapere tutto, decide di tirare a JT un brutto scherzetto, sostituendo alla relazione originale una fasulla, in modo da fargli fare una pessima figura. Come se non bastasse, il giovane decide di vendere la relazione al resto della classe, senza nemmeno leggerla. Intanto Slasher chiede a Cody di accudire suo figlio per qualche giorno mentre lui è in vacanza, e questo fa nascere una discussione tra Frank e Carol su un ipotetico settimo figlio.
- Guest star: Don Gibb (Slasher), Brian Turk (giocatore #2), Kirk Lawyer (giocatore #1), Jason Marsden (Doug), Susan Cash (Debbie)

## Scambio di ruoli
- Titolo originale: Trading Places
- Diretto da: Patrick Duffy
- Scritto da: Meredith Siler

### Trama
Frank obbliga JT a fare da solo gli esercizi di algebra, mentre Carol impedisce a Dana di prendere la sua auto per uscire. Così i due ragazzi iniziano a lamentarsi e a sostenere che il lavoro dei genitori sia molto più facile di quello dei teenager. Al contrario, Frank e Carol considerano il loro mestiere molto più difficile. Così i quattro decidono di scambiarsi i ruoli per qualche giorno. Dopo solo quarantott'ore, JT e Dana capiscono che occuparsi di tutte le esigenze della famiglia non è facile come pensavano, mentre anche Frank e Carol si rendono conto che anche essere teenager risulta molto impegnativo. Così l'esperimento viene concluso, e tutti tornano se stessi senza più lamentarsi. Intanto Cody viene a sapere che Slasher ha conosciuto la moglie su una rivista per motociclisti, e decide di provare a fare lo stesso, ma incontra delle difficoltà.
- Guest star: Don Gibb (Slasher), Susan Cash (Debbie)

## Video Mania
- Titolo originale: Video Mania
- Diretto da: Richard Correl
- Scritto da: Richard Griffard e Howard Adler

### Trama
Mark è depresso per aver preso solo "ottimo" nell'ultimo compito in classe, senza la solita lode. Per tirarlo su, Frank gli regala un videogioco, che però, invece di aiutarlo a distrarsi, crea in lui una dipendenza. Infatti, il giovane inizia a giocarci giorno e notte, tanto da costringere Frank e Carol a portarlo in gruppo di supporto per i ragazzi col suo stesso problema; qui Mark riconosce e riesce a risolvere questa dipendenza. Nel frattempo, Cody ha un problema di raffreddore, che cerca di curare senza medicine ma solo con il potere della mente.
- Guest star: Brandon Bluhm (bambino #1), Rif Hutton (Ed Wheeler), Natanya Ross (bambino #2), Malachi Pearson (Scott)

## Basta il pensiero
- Titolo originale: Hog Wild
- Diretto da: James O'Keefe
- Scritto da: Julia Newton

### Trama
JT scopre che Cody è uno dei migliori riparatori di motociclette della città, e lo convince a creare un servizio di riparazioni a casa, ma questo non ha abbastanza soldi per iniziare un'impresa simile. Così richiede un prestito alla banca, ma questa glielo nega; per risolvere la situazione interviene Slasher, che minaccia la banca di portare il suo conto multimiliardario da un'altra parte, spingendo questa a concedere il prestito a Cody. Ma questo rimane deluso dell'idea, in quanto chi svolge il lavoro non è lui in persona, ma un gruppo di meccanici. Intanto, per il 25º anniversario di matrimonio tra Frank e Carol i due si promettono di non spendere più di 25 dollari a testa, ma nessuno dei due mantiene la promessa scatenando una corsa al "chi spende di più". Per fermare questa lotta interviene Brendan, che regala loro un semplice cartoncino realizzato da lui stesso senza spendere un soldo; i due capiscono così il vero valore dell'avvenimento e rinunciano a spendere tutti quei soldi.
- Guest star: Don Gibb (Slasher), Christopher Mileki (Dave), Michael Milhoan (mr. Baxter), Christopher Maleki (Dave)

## Convivenza impossibile
- Titolo originale: Down and Out in Port Washington
- Diretto da: Patrick Duffy
- Scritto da: Maria A. Brown

### Trama
Mentre Lucille, il furgone di Cody, è dal meccanico per una riparazione, questo si trasferisce temporaneamente nel salotto dei Foster-Lambert. Ma le sue manie e i suoi modi di fare fanno impazzire tutti, tanto che quando arriva il fatidico giorno in cui Cody deve ritirare il furgone, tutti sono estasiati. Il giovane, però, rimane molto deluso quando viene a sapere che il suo furgone è "morto", ovvero che non è riparabile. Inizialmente, pensa di rimanere a vivere in salotto, ma poi, durante una passeggiata, gli viene un'idea: quella di tornare a vivere nel furgone anche se questo non si può muovere. Intanto, Karen mette gli occhi su un ragazzo, molto interessato nel volontariato e, sperando che questo le chieda di uscire, decide di passare una giornata condividendo la sua passione. Ma rimane molto male quando scopre che il giovane è già fidanzato, tanto da pensare di aver sprecato una giornata. Ma poi Carol le fa capire che la sua giornata non è stata affatto sprecata, ma al contrario, dedicandosi a chi ha bisogno di aiuto aveva fatto un'opera di bene, anche se non aveva ottenuto niente in cambio. Alla fine la ragazza si convince a restituire tre dei quattro maglioni dello stesso colore che aveva appena comprato, e a devolvere i soldi recuperati in beneficenza.
- Guest star: Rick Sanford (uomo), Danielle Raciti (Cheryl), Kelli Kirkland (Kelli), Shonda Whipple (Kiki), Ladd York (Kevin), Krystee Clark (Katie)

## Cody si sposa
- Titolo originale: The Marrying Dude
- Diretto da: Richard Correll
- Scritto da: Robert Griffard e Howard Adler

### Trama
Cody ha un appuntamento al buio con una ragazza, Bonnie, conosciuta tramite l'inserzione su una rivista per motociclisti. Il giovane scopre che questa ha un figlio di 8 anni, chiamato Riley, e la cosa non gli dispiace affatto. Infatti i due vanno molto d'accordo, e hanno molti interessi in comune, tanto che Cody arriva a trascurare Bonnie in certi momenti per preferire la compagnia di Riley. Nel desiderio di trovare un padre adatto per il proprio figlio, la donna chiede a Cody di sposarla, e di fare da papà a tempo pieno. Inizialmente questo accetta, pur sapendo di non amarla, ma, dopo un colloquio con Frank, che gli chiarisce le idee, il giovane capisce che un matrimonio senza amore non è quello che fa per lui e che può fare da padre anche senza essere sposato. Così chiarisce la situazione con Bonnie e Riley. Nel frattempo, Carol decide di cambiare il mobilio del soggiorno, e lo fa senza consultare il marito, che rimane molto deluso dai nuovi mobili. Per vendicarsi, questo acquista nuovi mobili tutti in stile Green Bay Packers, con lo scopo di tornare al mobilio precedente.
Intanto, Al, desiderosa di uscire con un ragazzo, decide di imbottire il suo reggiseno, e lo fa in maniera spregiudicata. Carol le spiega che talvolta avere un seno così prosperoso, specie alla sua età, può non essere del tutto piacevole.
- Guest star: Kendall Cunningham (Riley), Jensen Daggett (Bonnie)

## Sorelle a confronto
- Titolo originale: Sister Act
- Diretto da: Patrick Duffy
- Scritto da: R.J. Colleary

### Trama
Karen mette gli occhi su un ragazzo, chiamato Michael, carino e anche intelligente, che le piace molto. Per riuscire a conquistarlo, chiede a Dana di parlarci insieme, scoprire i suoi interessi di modo tale da potersi preparare su di essi e quindi non fare la figura dell'ignorante. Dana accetta, ma quando incontra il ragazzo scopre di avere molte cose in comune e se ne innamora. Per una settimana esce con lui di nascosto dalla sorella, ma JT scopre tutto spiando le telefonate di Dana e lo fa sapere a Karen che, per vendicarsi, decide di dire a Michael che Dana ha solo quattordici anni (in realtà ne ha appena compiuti 18). Quando i due si incontrano in pubblico, Michael racconta a Dana quello che ha saputo dalla sorella; la giovane cerca di difendersi spiegandogli che questo non è vero, ma JT convince definitivamente il ragazzo che lei ha solo 14 anni. Dana quindi scappa a casa con l'intenzione di vendicarsi su Karen, ma alla fine le due fanno pace, tornando amiche come prima. Infine le due si vendicano anche su JT che era solito ascoltare le loro conversazioni telefoniche. Intanto, Carol si lamenta con Frank che questo non vuole mai ballare con lei; egli le spiega di non essere capace, ma la donna non vuole sentire ragioni. Quindi Frank infine è obbligato a farsi insegnare da Cody, che sa ballare benissimo, le arti della danza, per poter alla fine fare una sorpresa alla moglie.
- Guest star: Sean Keir Kennedy (cuoco), Sean Kahan (Michael)

## Furto di Natale
- Titolo originale: Christmas Story
- Diretto da: Patrick Duffy
- Scritto da: Brian Bird e John Wierick

### Trama
Carol propone al resto della famiglia di scambiarsi un solo regalo a testa, sostituendo la tradizione precedente secondo cui ognuno avrebbe fatto un regalo a ciascun altro. Ma tutti si ribellano alla sua proposta, anche perché Frank, grazie alla ristrutturazione di un negozio di giocattoli, aveva raggranellato una buona somma di denaro. Quindi l'iniziativa di Carol non va in porto. In seguito, proprio la sera della vigilia di Natale, Frank e Carol si rendono conto di non aver comprato il regalo sospirato da Brendan, un trenino elettrico, oltre ai regalini da mettere nelle calze. Quindi decidono di andare nel negozio appena ristrutturato da Frank e, grazie alle chiavi che il padrone gli aveva lasciato, entrare, prendere i regali che mancano e lasciare i soldi nel registratore di cassa. Ma proprio mentre compiono questa operazione, il vice-sceriffo si accorge della loro intrusione nel negozio e li scambia per rapinatori, decidendo di portarli in prigione. Qui spiega loro che potranno essere rilasciati su cauzione, ma solo il giorno dopo, quando il giudice sarebbe tornato dalle vacanze a casa della madre. La mattina di Natale, i ragazzi scendono a prendere i loro regali, senza curarsi troppo dell'assenza dei genitori. Cody li sgrida, ma proprio in quel momento arriva la telefonata di Frank per avvisare tutti della situazione in cui sono incappati. I ragazzi decidono di andare in prigione a passare il Natale con loro, ma, grazie alla tardiva magnanimità del vice-sceriffo, i due vengono liberati e possono passare tutti, vicesceriffo compreso, il Natale a casa Lambert.
- Guest star: Don Knotts (vicesceriffo Fief)

## Incontri ravvicinati di tipo matrimoniale
- Titolo originale: Close Encounters of the Marrying Kind
- Diretto da: Richard Correll
- Scritto da: Bob Rosenfarb

### Trama
Carol compra un libro sul miglioramento del matrimonio in 10 minuti al giorno, costringendo Frank a seguire i suoi consigli. Ma quando, come previsto dal libro, i due si rivelano dei segreti inconfessabili, Frank viene a sapere che la moglie, al momento del matrimonio, aveva aperto un conto da 35 000 dollari che non aveva mai chiuso. Così, pensando che Carol non si fidi di lui e non creda nel loro matrimonio, l'uomo decide di trascorrere la notte in ufficio. Per fortuna, grazie all'aiuto di Cody, si viene a sapere che Frank aveva conservato l'agenda su cui erano segnati tutti i numeri delle sue ex, segno che quindi neanche lui si fidava troppo del matrimonio; così i due tornano ad andare d'accordo. Intanto anche Karen prende la patente; così lei insieme a JT e Dana decidono di acquistare un'automobile con un limite di spesa di 400 dollari. JT riesce a trovare un vecchio maggiolone per quella cifra e così lo compra, anche se è in condizioni a dir poco pietose. Cody si offre di aggiustarlo, ma il suo duro lavoro dura poco: alla sola pressione del clacson, JT provoca un incendio. Infine, i tre decidono di smontare la macchina e venderla a pezzi; così facendo, riescono a guadagnare 25 dollari sulla cifra spesa inizialmente.
- Guest star: Gregg Robbleer (cliente), Michael Kelley (Tommy), Mickey Jones (Virgil)

## Tempi moderni
- Titolo originale: Bad Girls
- Diretto da: Richard Correll
- Scritto da: Maria A. Brown

### Trama
Il televisore si rompe, mandando all'aria tutti i programmi televisivi dei maschi della famiglia Lambert, in particolare Baywatch, che JT aveva intenzione di guardare. Immediatamente pensano di noleggiarne un altro mentre quello vecchio è in riparazione, ma Carol glielo impedisce, trasformando le serate in "ore del divertimento", in cui la famiglia si dedica a giochi di società. Ma tutti i ragazzi sono contrari: si ribellano e alla fine riescono ad evitare questi giochi. Nel frattempo, Al diventa amica di un gruppo di ragazze che proprio non si possono definire "brave": non si dedicano con impegno nella scuola e passano più tempo nell'ufficio del preside piuttosto che in aula. Inoltre indossano tute mimetiche, e parlano con un linguaggio slang molto giovanile. Al inizia ad imitarle in tutto e per tutto, rincasando sempre con notevole ritardo, costringendo Frank a metterla in punizione. Le quattro arrivano a decidere di rubare la chitarra di Cody, ma vengono scoperte dal legittimo proprietario, che decide di prestare la chitarra alla giovane, che però gli spiega che la voleva rubare. Alla fine, Al rompe con il gruppo di ragazze, spinta dai consigli di Frank e Cody.
- Guest star: Matt Speare (giocatore di pallacanestro), Marie Lynn Wise (Helen), Amy Faith Chance (Tanya), Ashlee Levitch (Jackie Campell)

## L'ora della favola
- Titolo originale: Read All About It
- Diretto da: Richard Correll
- Scritto da: Richard Griffard e Howard Adler

### Trama
Andando a controllare il bilancio annuale della famiglia, Frank scopre che Carol ha guadagnato ben 6000 dollari più di lui. Ci rimane molto male, tanto da decidere di farsi assumere per un lavoro part-time, ma non riesce a trovare nessun posto disponibile, fino a quando non si libera un posto in una polleria: vestito da pollo, Frank deve distribuire volantini recitando lo slogan "Pollo, pollo, pollo dal gallo del pollaio". Ma Carol e Dana lo scoprono: mentre la seconda è molto divertita, la prima decide di andarci a parlare, molto stupita di quanto il suo orgoglio maschile sia molto più importante di fare una figuraccia simile. Alla fine i due si spiegano e Frank capisce il suo errore. Nel frattempo, dopo aver frequentato un corso di lettura rapida, Cody viene assunto come sostituto della donna che legge le favole ai bambini in biblioteca, rimasta incinta. Il giovane aiuta uno dei bambini a cui legge le favole, che prima aveva paura di leggere in pubblico, perché non si sentiva all'altezza, ma grazie al suo aiuto riesce a superare questa difficoltà imparando a leggere più fluidamente.
- Guest star: Warren Sroka (Willie), Brittany Levenbrown (Becky), Joe Ochman (capo), Jason Allen (Phil), Phillip Glenn Van Dyke (Ryan), Krystee Clark (Katie)

## Problemi di cuore
- Titolo originale: Thirteen With a Bullet
- Diretto da: Patrick Duffy
- Scritto da: Bob Rosenfarb

### Trama
Frank, per il tredicesimo compleanno di Mark, spiega al giovane tutti i trucchi della rasatura. Carol, invece, organizza per lui una grande festa con molte ragazze. A seguito del gioco della bottiglia, Mark si trova a baciare una ragazza, Marissa, che a lui piace molto. Alcuni giorni dopo, egli le manda dei fiori convinto che anche lei sia innamorata di lui, ma questa glieli restituisce, spiegandogli che in realtà lui non le piace, e che l'ha baciato solo per le regole del gioco. Intanto, JT prende il massimo dei voti in un corso per riparazione di automobili; così Dana si convince che, se c'è riuscito JT, ci può riuscire anche lei, e così scommette con questo che lei sarebbe riuscita a fare un cambio d'olio senza problemi; la giovane però si dimentica di mettere il tappo, e così, oltre a perdere la scommessa, si ritrova con la faccia completamente sporca di olio.
- Guest star: Ryan Meyers (Stanley), Marla Sokoloff (Marissa), Jami Lynne Grenham (Lisa)

## Guardia del corpo
- Titolo originale: My Bodyguard
- Diretto da: Patrick Duffy
- Scritto da: Meredith Siler

### Trama
Cody, grazie alla sua strana arte di predire il futuro durante i suoi sogni, prevede che Al finirà "dietro le sbarre" indossando una "maglietta a righe con un numero scritto sopra". La situazione si verifica veramente, quando Al si trova dietro la gabbia dell'uccellino. Dopodiché predice che Dana avrebbe avuto dei problemi con un tizio vestito di nero e le offre di difenderla, ma questa rifiuta l'aiuto. Il giorno dopo Dana si reca a Chicago per parlare col rettore dell'università presso la quale si vuole iscrivere. Senza farsi scoprire, Cody la segue e si nasconde nell'ufficio di questo. Quando il rettore invita Dana a sporgersi dalla finestra per guardare il panorama, Cody pensa che stia cercando di ucciderla e sbuca fuori dalle tende, prendendo per il collo il rettore e facendolo finire in infermeria. Dana vede così i suoi sogni di iscriversi all'università andare in fumo, dà la colpa a Cody e gli dice che non lo vuole più vedere. Ma in seguito, nel deposito dei bus, la giovane subisce realmente un'aggressione da parte di un tizio vestito di nero, che cerca di molestarla. Ma Cody, che non era ancora andato via, interviene e, con una mossa di karate, mette in fuga l'aggressore. Così lui e Dana tornano ad andare d'accordo e il giovane le offre di darle un passaggio a casa. Intanto, tutti si lamentano del fatto che Carol russi talmente forte da non consentire a nessuno di dormire, nonostante questa non ci voglia credere e ritenga il russare una cosa da uomini. Questa situazione continua per alcuni giorni, fino a quando Frank decide di insonorizzare la porta della camera di Carol.
- Guest star: Michael Bryan French (aggressore), Brian George (Dean Stockwall)

## La maledizione
- Titolo originale: Pretty Woman
- Diretto da: William Bickley
- Scritto da: Richard P. Halke

### Trama
Karen spera di essere assunta come modella per fare la pubblicità di una marca di jeans. Decide quindi di provare davanti a Carol ed Al le nuove pose che ha ideato per l'occasione. Dopodiché si fa accompagnare dalle due ai provini, dove incontrano il regista incaricato di fare le selezioni. Questo si rende conto in pochissimo tempo che tra le candidate non c'è nessuna che fa al caso suo, ma quando vede gli atteggiamenti di Al (che non si era presentata alla selezione) decide che è lei la ragazza ideale per la sua pubblicità, e la convince con un'offerta di denaro piuttosto allettante. Karen inizialmente si sente tradita, perché vede il suo sogno che si concretizza per Al, e la minaccia raccontandole che il lavoro della modella non è affatto facile. In seguito, in una discussione con Carol, Karen si rende conto di essere stata troppo dura con la sorella. Il giorno dopo, Al si presenta per girare la pubblicità, ma come predetto da Karen, è troppo emozionata e sembra non essere a suo agio, tanto da chiedere a Carol di tornare a casa. Ma in quel momento sbuca Karen che la spinge a non farsi da parte, e a comportarsi in modo duro come aveva fatto in precedenza; questa lo fa e finalmente riesce a girare questa pubblicità. Intanto, viene organizzata una serata di poker tra Frank e i suoi amici; uno di questi, però, non può prendervi parte per festeggiare l'anniversario di matrimonio; inizialmente, Mark propone di partecipare, ma Frank rifiuta in quanto pensa che il giovane non sia ancora pronto per prendere parte in attività da adulti quale il poker; i tre decidono di chiedere a Cody di fare il quarto; questo inizialmente rifiuta, e spiega di essere colpito dalla terribile "maledizione della fortuna. Infatti, rivela di uscire vittorioso da qualsiasi gioco in cui decide di partecipare; Frank riesce a convincerlo a giocare lo stesso, ma il giovane trova una incredibile serie di due poker di fila, rimane sconvolto e scappa urlando. Da quel momento, Cody diventa incredibilmente fortunato: prima, diventa il decimillesimo cliente del ferramenta, e vince ben 100 dollari e, sentitosi in colpa, li spende tutti in stucco. In seguito, compra un lecca-lecca, ricevendo come resto un quarto di dollari della guerra civile, del valore di 800 dollari, anch'essi investiti in lecca-lecca. In seguito, riceve una telefonata con la quale vince una crociera alle Bahamas. Infine, però, con un'esplosione nel suo furgone, la fortuna finalmente svanisce.
- Guest star: Colin Bickley (Bobby), Beau Richardson (ragazzo), Bea Nordella (Marion), Darlene Kardos (donna), Shirley Prestia (Betty Jenkins), Emily Chase (assistente fotografo), Brett Stimely (Marty Green), Christopher Darga (fotografo), Mickey Jones (Virgil), Peter Parros (George)

## Week-end da incubo
- Titolo originale: Nightmare Weekend
- Diretto da: Patrick Duffy
- Scritto da: Maria A. Brown

### Trama
Per festeggiare il terzo anniversario da quando si sono conosciuti, Frank decide di invitare Carol a trascorrere un week-end in un albergo, dove crede di essere stato con lei anni prima. Ma in realtà, come la moglie viene a sapere, non era stato in quel posto con lei, ma con un'altra donna. Carol va su tutte le furie quando scopre che la stanza in cui si trovano è la stessa in cui Frank e la sua fiamma avevano alloggiato anni prima, e che proprio in onore di quella notte, era soprannominata la "tana dell'amore". Quindi decide di andare a fare una passeggiata, ma quando torna dimostra di essersi calmata e resa conto che ormai quello che è successo anni prima è acqua passata e decide di perdonare Frank. Nel frattempo, i ragazzi sono rimasti a casa da soli. I quattro Lambert, incluso Cody, decidono di guardare un film del terrore in videocassetta. Al contrario, Dana e Karen se ne vanno perché a loro quel genere di film non piace, mentre Mark spiega agli altri di non aver paura nel guardare il film perché gli effetti speciali sono evidentemente finti. Così i tre ragazzi, questa volta senza la partecipazione di Cody, decidono di giocargli uno scherzo per mostrargli cosa vuol veramente dire avere paura. Inizialmente Al lo spaventa aprendo e chiudendo la porta della sua stanza come se fosse mossa da un fantasma; in seguito, la notte JT finge di essere stato accoltellato, mentre Brendan fa a finta di avere un braccio staccato. Così Mark, impaurito, scappa al piano di sotto, dove trova Cody e lo supplica di aiutarlo. Ma questo gli spiega il piano ordito dai tre, e i due decidono di passare al contrattacco: durante la notte, ciè un violento temporale; viene accesa la TV mentre trasmette un film dell'orrore; così Al, Brendan e JT scendono per spegnerla. In seguito ad un fulmine salta la corrente; poi viene ritrovata la testa di Mark come se gli fosse stata tagliata; a questo punto, avvivano Cody, Karen e quella che si presume sia Dana vestiti in modo molto pauroso e con armi al seguito. I tre giovani Lambert sono terrorizzati e cercano inutilmente di scappare; si calmano solo quando vedono gli altri (tranne Dana) togliersi la maschera. Ma in quel momento si vede la vera Dana scendere le scale, così i sei scoprono che quella pensavano fosse la giovane in realtà non è lei, ma un'altra persona sconosciuta. Impauriti, scappano più veloci della luce; alla fine si scopre che il quarto mostro altri non è che Tracy, l'amica di Dana, che aveva deciso di giocare agli altri un brutto scherzetto.

## Un venditore nato
- Titolo originale: Birth of a Salesman
- Diretto da: Patrick Duffy
- Scritto da: Julia Newton

### Trama
Frank e Carol vogliono convincere JT a frequentare l'università appena terminato il liceo. Ma questo non è per nulla intenzionato a farlo; così Frank lo mette davanti ad un bivio: o si iscrive all'università oppure si trova un lavoro. Il giovane sceglie la seconda opportunità, e trova un lavoro presso il "Mondo dell'auto di Leo": laverà le automobili usate in attesa di essere vendute. Frank si congratula con lui, pensando che il giovane presto si sarebbe pentito del suo lavoro e avrebbe scelto iscriversi all'università passato l'inverno; ma così non è: JT si dimostra molto bravo nel mestiere di venditore, e per la prima auto che vende guadagna 300 dollari. Alla fine anche Carol si rende conto della sua bravura, senza contare che grazie a lui Leo, il rivenditore d'auto, guadagna molta onestà; così la donna smette di tormentarlo, anzi è lo stesso JT a decidere di andare a frequentare un corso di matematica per controllare meglio i soldi che guadagna. Nel frattempo, Dana scrive un rapporto psicologico su Cody, offertosi volontario, sostenendo che il giovane è pazzo; ma inaspettatamente, il suo professore è dalla parte del ragazzo: infatti dà alla giovane un'insufficienza motivata dal fatto che secondo lui Cody è normale e che Dana è poco aperta culturalmente e le dà il compito di scrivere un nuovo rapporto. Cody è ancora volontario ma stavolta Dana decide di cambiare soggetto.
- Guest star: Tom Jourden (cliente), Nedra Volz (sig.ra Slezak), Steve Vinovich (Leo Klemke)

## Spiriti spiritosi
- Titolo originale: Feeling Forty
- Diretto da: Richard Correll
- Scritto da: R.J. Colleary

### Trama
Al deve fare un compito su Abraham Lincoln, ma in biblioteca tutte le fonti da cui trarre spunto per lo studio sono esaurite. Così Cody ha l'idea di chiedere a Madame Sonia, una veggente che lui ammira molto, di far apparire lo spirito dell'ex-presidente per chiedergli di raccontare alla ragazza la sua vita. Madame Sonia effettua quanto richiesto da Cody, e fa comparire lo spirito nella stanza, ma soltanto Cody riesce a vederlo, mentre Al ha paura e decide di andare e di fare il compito a modo suo. Il giovane, invece, diventa molto amico di Lincoln, tanto da andarci insieme a fare una partita a golf. Infine Al rivela a Cody di aver preso 8 nel compito fatto a scuola, semplicemente pensando "Come si sarebbe comportato Lincoln in questa circostanza?". Intanto, per Carol si avvicina la data del fatidico quarantesimo compleanno. In un negozio dove la donna va per comprare l'abito da indossare in quella giornata, una commessa la terrorizza sul fatto che improvvisamente, compiuti quarant'anni, si comincia ad ingrassare e ad invecchiare di colpo. Così Carol, dopo aver scoperto di essere in sovrappeso di cinque chili, inizia a seguire una dieta insieme a Karen e a fare molta ginnastica. Ma poi, vedendo in televisione la pubblicità di alcune pillole dimagranti, la donna pensa di risolvere facilmente tutti i suoi problemi e così inizia ad assumerle. A causa di queste pillole, però, iniziano a manifestarsi degli effetti collaterali: Carol diventa iperattiva e sempre più assuefatta a esse. Quando Frank glielo fa notare, la donna nega il tutto, ma poi l'uomo le spiega che per come la pensa lui, essa sarà sempre la donna più bella del mondo, e finalmente Carol smette di prendere queste famigerate pillole. La puntata si conclude con i festeggiamenti per il compleanno della quarantenne Carol. Il regalo di Cody è il segnapunti di una partita a golf fatta con Abramo Lincoln, George Washington, Theodore Roosevelt e Elvis Presley.
- Guest star: David St. James (dott. Weltman), Bill Sehrer (marito #1), Diane Bellamy (commessa), Larry Hankin (Abraham Lincoln), Suanne Spoke (Madame Sonya)

## Bulli e pupe
- Titolo originale: The Case of the Missing Diary
- Diretto da: Richard Correll
- Scritto da: Richard Griffard e Howard Adler

### Trama
Cody, che frequenta un corso di scrittura creativa, ha il compito di scrivere un giallo stile anni quaranta, ma non ha idea di cosa scrivere. L'ispirazione gli viene fornita da Karen, che accusa Dana di averle rubato il diario, che non riesce più a trovare. Da questo momento tutta la puntata, eccetto il finale, è ambientata nella Metropoli, appunto, degli anni quaranta, dove il protagonista è un detective, Sam Spud, interpretato da Cody, che viene interpellato da una giovane e bellissima donna, Kitty Meow, alias Karen, cantante in un night club. Come prima cosa, Spud decide di recarsi al night dove lavora Kitty, conoscendo tutte le persone che le gravitano attorno: Frankie, ovvero Frank, il padrone del locale, Coco (Al) e Kessie (Dana), compagne di Kitty nel trio di cantanti, il comico del locale che non fa ridere nessuno, interpretato da JT, la bella ma non più giovanissima Honey, cantante concorrente delle tre giovani e il piccolo pianista ovvero Brendan. Il diario viene in seguito trovato nella valigia di Coco, che sta per partire, insieme a un candelotto di dinamite. Così Sam arresta la giovane e la porta nel suo studio; ma successivamente, dopo aver ricevuto il rapporto sul diario, svolto da un professore tedesco interpretato da Mark, scopre che il diario è pieno di impronte digitali, di tutti i sospettati, e decide così di interrogare tutti quelli che hanno a che fare con Kitty. Inizialmente Spud accusa Kessie, che ammette di aver letto il diario ma spiega che non è stata lei a rubarlo; poi Sam però svela che la sua accusa alla giovane era una falsa accusa, e passa ad esaminare gli altri indagati, accusandone di volta in volta uno diverso e scoprendo dei segreti su ognuno di loro, ma sempre precisando che l'accusa era un trucco. Infine, si trova con solo Honey e il pianista; così, Honey confessa spiegando che voleva togliere di mezzo il trio di ragazze per non perdere il suo posto di cantante del night. Per concludere questa storia totalmente inverosimile, Sam arresta Carol per aver rubato il diario. Infine, nella realtà, dopo aver finito di scrivere la storia, Al rivela di aver trovato il diario di Karen che era finito per sbaglio nel cassetto della giovane. Dopo aver saputo che Al ha letto il suo diario, Karen va su tutte le furie e la insegue, dando a Cody un'idea per un nuovo giallo anni quaranta: Il caso delle sorellastre morte.

## Grandi speranze
- Titolo originale: Great Expectations
- Diretto da: Patrick Duffy
- Scritto da: Brian Bird e John Wierick

### Trama
Per il ventunesimo compleanno di Cody, suo padre arriva e gli promette un regalo che gli cambierà la vita: gli offre il posto di vicepresidente nella sua azienda. Il giovane inizialmente è un po' titubante, ma poi si lascia convincere. Alla prima riunione, però, il giovane si rende conto di non essere adatto per quel tipo di lavoro, e insieme a lui tutti i componenti dell'assemblea. Suo padre inizialmente cerca di cambiarlo e di farlo adattare per la carica che gli vuole affidare, ma Cody non è ancora convinto e, dopo un colloquio con Frank che gli chiarisce le idee, decide di dimettersi e tornare alla sua solita vita. Frank parla anche col padre di Cody e gli fa capire che non può decidere lui la vita delle altre persone e così quando il giovane gli manifesta la sua intenzione di dare le dimissioni questo non ha nulla da obiettare. Nel frattempo, Carol organizza un doppio appuntamento al buio per Dana e Karen con i due nipoti di una sua cliente; le aspettative delle ragazze sono bassissime, ma la madre le convince ad accettare con un piccolo ricatto. Ma all'arrivo dei due giovani, le ragazze restano molto deluse: i due infatti hanno tendenze molto infantili, tanto da ricoprire Frank con del moccio finto. Dopo pochi minuti, Frank sbatte i due fuori di casa prima ancora che questi abbiano la possibilità di uscire con le ragazze. Per vendicarsi, le due decidono, con la complicità di Frank, di giocare uno scherzo alla madre: farle credere di essere uscite con i due e di trovarsi ad oltre 100 km di distanza da casa e di essere in procinto di andare a letto con i due. La donna, spaventatissima, si precipita fuori di casa per andare a prenderle, ma in questo momento le due sbucano dal giardino dove erano nascoste e le spiegano la situazione chiarendo di non voler più accettare un appuntamento al buio organizzato da lei. Alla fine, però, Carol trova un nuovo ragazzo da presentare loro, ma questa volta le due rifiutano; in seguito scoprono però che il ragazzo con cui la donna le stava per far uscire è bellissimo, e cercano così di bloccarlo per chiedergli scusa.
- Guest star: Edward Winter (Richard), Roz Witt (sig.ra Quinn), Beau Billington (Jackson), Rob Moore (Larry), Bodhi Elfman (Garry), John Stamos (se stesso)

## Intrighi familiari
- Titolo originale: Prom Night
- Diretto da: Patrick Duffy
- Scritto da: Julia Newton

### Trama
Brendan ha dei problemi con un compagno di classe, Lester Tubmann, che gli chiede di copiare un compito. Per tutta risposta, il piccolo Lambert lo stende; quando però torna a casa, Frank e Carol gli fanno capire che quello che ha fatto è molto sbagliato, e per convincerlo a scusarsi invitano a casa la famiglia dell'altro ragazzo. Al contrario, Al e Mark gli suggeriscono delle mosse di sicuro effetto per stendere di nuovo il bambino nel caso ne avesse di nuovo bisogno. La sera designata, Lester arriva accompagnato da sua madre e suo padre. I due bambini si scusano, e i Frank e Carol convincono i tre a restare per mangiare una torta al formaggio e fare una partita a Monopoly. Ma i Tubmann iniziano a barare ancora prima che la partita cominci, mettendo da parte un po' di denaro nella fase di preparazione del gioco. In seguito, continuano a rubare e a saltare più caselle di quante avrebbero dovuto; Frank chiama Carol in cucina per spiegarle la situazione e al loro ritorno in soggiorno i due scoprono che i Tubmann non solo hanno continuato a barare, ma hanno anche mangiato la torta di Frank. Parte così una serie di insulti da ambo le parti, fino a quando i Tubmann insultano la famiglia di Carol, che per tutta risposta tira un pugno all'uomo e lo stende. Alla fine, però, Carol capisce quanto sia sbagliato quello che ha fatto e si mette in auto-punizione, privandosi di ogni forma di divertimento e scrivendo per 1000 volte la frase "Non prenderò più a pugni nessuno". Intanto, per la serata del ballo scolastico, JT ha parecchi problemi a trovare un'accompagnatrice: dopo aver contattato 15 ragazze ed aver chiesto loro di andarci con lui, non ne ha ancora trovata una che gli abbia detto di sì. Ma un amico, Phil, gli organizza un appuntamento con la sorella; JT, conoscendo di vista la sorella di Phil, una giovane modella, pensa di essere a cavallo. Invece, quando ormai è troppo tardi, il giovane scopre che Phil in realtà parlava della sorella minore, appena tredicenne e anche un po' bruttina. JT inizialmente pensa di scappare e addirittura suicidarsi; ma poi Cody lo convince ad uscire con la ragazzina. Al contrario, Dana per la grande serata ha in programma di uscire con Jeff, un ragazzo bellissimo, e quando conosce la ragazza di JT è entusiasta pensando alla figuraccia che il povero ragazzo sarà costretto a fare. Giunti al ballo, inizialmente le cose vanno come previsto da Dana, ma ad un certo punto arriva l'ex fidanzata di Jeff, e questo va a salutarla; ma in questo momento i due si rivelano di mancarsi l'un l'altra, e così decidono di tornare insieme, lasciando Dana con un palmo di naso, proprio un attimo prima dell'inizio dei balli guancia a guancia, che la giovane avrebbe dovuto avviare in quanto rappresentante degli studenti. Così Dana si ritira in uno sgabuzzino a piangere, ma immediatamente arriva JT che la consola e le propone di ballare insieme a lui, per evitare la figuraccia. La giovane, così, riesce a scamparla, e per di più i rapporti tra i due fratellastri, da sempre molto tesi, per una volta diventano più amichevoli e cordiali.
- Guest star: Matthew Warren (annunciatore), Jordan Benedict (Lester Tubmann), Jennifer Wade (Pam Taylor), John Buchanan (Jeff Brock), Elizabeth Sroka (Eleanor), Jason Allen (Phil), Nancy Lenehan (sig.ra Tubmann), Troy Evans (sig. Tubmann)